# Теракт в Пишине
Террористический акт в Иране (18 октября 2009 года) был совершён на юго-востоке страны, в провинции Систан и Белуджистан в районе города Пишин, вблизи от ирано-пакистанской границы и представлял собою серию из, как минимум, двух взрывов. Первый взрыв произошёл неподалёку от ворот конференц-зала, где должен был состояться совместный форум лидеров суннитской и шиитской общин Ирана. Основной целью второго теракта были высокопоставленные офицеры элитного гвардейского подразделения Ирана — корпуса Стражей Исламской революции (КСИР). КСИР должен был помочь организовать встречу между религиозными лидерами, главами племен и местными старейшинами.
В результате террористической атаки, погибли около пятидесяти человек, несколько десятков получили ранения различной степени тяжести. Среди погибших не менее шести высокопоставленных офицеров корпуса Стражей Исламской революции, в том числе генерал Нур-Али Шуштари (заместитель командующего наземными частями КСИР) и генерал Раджаб Али Мохаммадзаде (командующий КСИР в провинции Систан и Белуджистан).
Ответственность за взрыв взяла на себя суннитская экстремистская группировка Джундалла (Jundallah), что в переводе означает «Воины Господа». Об этом заявил прокурор города Захедан, который является административной столицей провинции Систан и Белуджистан.

## Международная реакция
Спикер иранского парламента Али Лариджани заявил, что теракт стал

… «результатом действий США». «Это проявление враждебности Америки по отношению к нашей стране»

Президент Ирана после теракта заявил:

Мы проинформированы о том, что агенты спецслужб Пакистана сотрудничают с теми, кто стоит за этой террористической вылазкой

Также, Махмуд Ахмадинежад потребовал от властей Пакистана выдать террористов.
Государственное телевидение Ирана, не выбирая выражений, заявило, что за нынешним терактом напрямую стоит Великобритания.
В ответ на эти обвинения, официальный представитель Белого дома Иан Келли сказал следующее:

Мы осуждаем этот террористический акт и скорбим по невинным жертвам. Сообщения о причастности США (к теракту) — полная ложь.

Однако в СМИ продолжают появляться публикации о связях американских спецслужб с данной террористической группировкой.